# Antigonus corrosus
Antigonus corrosus är en fjärilsart som beskrevs av Paul Mabille 1878. Antigonus corrosus ingår i släktet Antigonus och familjen tjockhuvuden. Inga underarter finns listade i Catalogue of Life.